# Comté de Wongan-Ballidu
Le Comté de Wongan-Ballidu est une zone d'administration locale au sud-est de l'Australie-Occidentale en Australie. Le comté est situé à 180 kilomètres au nord-nord-est de Perth, la capitale de l'État. 
Le centre administratif du comté est la ville de Wongan Hills.
Le comté est divisé en un certain nombre de localités:
- Ballidu
- Burakin
- Cadoux
- Kokardine
- Kondut
- Wongan Hills

Le comté a 10 conseillers locaux et n'est pas divisé en circonscriptions.